# Saint-Deniscourt
Saint-Deniscourt är en kommun i departementet Oise i regionen Hauts-de-France i norra Frankrike. Kommunen ligger i kantonen Songeons som tillhör arrondissementet Beauvais. År 2022 hade Saint-Deniscourt 80 invånare.

## Befolkningsutveckling
Antalet invånare i kommunen Saint-Deniscourt
| Referens: INSEE |